# عمر جابر
الناشئ عُمر جابر (ولد 30 يناير 1992) هو لاعب كرة قدم مصري يلعب حاليًا في صفوف نادي الزمالك ومنتخب مصر كوسط دفاعي. هو أحد ناشئي النادي ولعب له حتى عام 2016 ثم انتقل الى نادي بيراميدز ثم عاد إلى النادي مجددا في عام 2023
وهو نجل لاعب الإسماعيلي السابق محمود جابر.

## مسيرته

### الزمالك
بدأت مسيرة عمر جابر في مدرسة الكرة بنادي الزمالك وهو في السادسة من عمره، وتدرج في فرق الناشئين حتى تم تصعيده للفريق الأول على يد المدير الفني حسام حسن في مارس 2010 عندما كان عمره 18 عاما. فكانت مباراة نادي طلائع الجيش في الدوري الممتاز هي أول مباراة له مع الفريق الأول وخاضها كاملة. حقق مع الزمالك لقب الدوري مرة واحدة في موسم 2014-2015 بالإضافة لكأس مصر ثلاثة مرات مواسم 2013، 2014، 2015.
ويُعد جابر أحد لاعبي الفريق القريبين من الجمهور بشكل عام، وبرابطة المشجعين أولتراس وايت نايتس بصفة خاصة. ومنذ منتصف عام 2014، اصطدم جابر برئيس النادي مرتضى منصور أكثر من مرة بسبب مواقفه المؤيدة لأولتراس وايت نايتس على خلاف موقف رئيس النادي من الرابطة التي يعتبرها «إرهابية».
وفي فبراير 2015 وعلى إثر سقوط 22 من جماهير "وايت نايتس" ضحايا بعد اصطدامهم مع قوات الأمن، رفض جابر المشاركة في مباراة الفريق أمام نادي إنبي. وبعدها قرر رئيس النادي مرتضى منصور إيقافه.

### بازل
أعلن نادي بازل السويسري في مايو 2016 التعاقد مع عمر جابر لمدة 4 مواسم مقابل مليون و650 ألف يورو لنادي الزمالك بجانب 15% من قيمة إعادة بيع اللاعب مستقبلا.

### لوس انجلوس
انتقل كاعارة الي فريق لوس انجلوس من بازل في يوم 9 أغسطس 2017 ولكنه لم يلعب في البداية نظرا للإصابة لمدة أكثر من ثلاثة شهور. ويعود اللاعب في نهاية عام 2018 لنادي بازل.قدرت الصفقة 700الف يورو لنادي بازل.

### بيراميدز
انتقل لنادي بيراميدز في يوليو 2018 لمدة 4 سنوات، بعدما فعل بند شرائه من بازل السويسرى مقابل مليوني دولار.

## المشاركات الدولية
الإحصائيات الدولية اعتبارًا من المباراة التي لعبت 15 يونيو 2018.
| مصر      | مصر       | مصر     |
| عام      | المشاركات | الأهداف |
| -------- | --------- | ------- |
| 2011     | 2         | 0       |
| 2012     | 1         | 0       |
| 2013     | 5         | 0       |
| 2014     | 2         | 0       |
| 2015     | 3         | 0       |
| 2016     | 6         | 0       |
| 2017     | 1         | 0       |
| 2018     | 3         | 0       |
| الإجمالى | 23        | 0       |

## الإنجازات
مع الزمالك
- الدوري المصري الممتاز (1): 2014-2015
- كأس مصر (4): 2013، 2014، 2015,2025
- كأس الكونفدراليه الافريقيه (1) : 2024
- كأس السوبر الافريقي (1) 2024

مع بازل
كأس سويسرا (1): 2016-17
- دوري السوبر السويسري (1): 2016–17[16]

## روابط خارجية
- عمر جابر على موقع الاتحاد الدولي (مؤرشف)  (الإنجليزية)
- عمر جابر على موقع الاتحاد الأوربي (الإنجليزية)
- عمر جابر على موقع الدوري الأمريكي (الإنجليزية)
- عمر جابر على موقع قاعدة بيانات كرة القدم.إي يو (الإنجليزية)
- عمر جابر على موقع ناشيونال فوتبول تيمز (الإنجليزية)
- عمر جابر على موقع Soccerway.com (الإنجليزية)
- عمر جابر على موقع عالم كرة القدم.نت (الإنجليزية)
- عمر جابر على موقع أوليمبيديا (الإنجليزية)
- عمر جابر على موقع AS.com (الإسبانية)